# Roy Bevis
Roy Bevis (Norwich, 1 de janeiro de 1982), mais conhecido pelo seu nome no ringue Zebra Kid, é um lutador inglês de wrestling profissional, filho do promotor Ricky Knight Ele se destacou em uma tag team com seu irmão mais novo Zak, conhecida como The UK Hooligans.

## No wrestling
- Movimentos de finalização
  - Zebra Crossing (Diving elbow drop) - como Zebra Kid

- Managers
  - Sweet Saraya
  - Ricky Knight

## Títulos e prêmios
- Frontier Wrestling Alliance
  - FWA All-England Champion[1][2] (2 vezes)

- Premier Wrestling Federation
  - PWF Light-Heavyweight Champion (1 vez)

- Real Deal Wrestling
  - RDW Heavyweight Champion (1time)

- The Wrestling Alliance
  - TWA British Tag Team Champion (with Ricky Knight) (1 vez)

- World Association of Wrestling
  - WAW World Heavyweight Champion (3 vezes)
  - WAW British Heavyweight Champion[3] (1 vez)
  - WAW European Champion (1 vez, campeão inaugural)
  - WAW British Cruiserweight Champion (1 vez)
  - WAW British Tag Team Champion (c/ Hot Stuff (formerly Canary Kid)) (1 vez)

- Herts and Essex Wrestling
  - HEW Tag Team Champion (como The Hooligans, Roy Knight e Zak Knight) (1 vez)

- Real Quality Wrestling
  - RQW European Tag Team Champion (como The Hooligans, Roy Knight e Zak Knight) (1 vez, atual)